# Seramsolfjäderstjärt
Seramsolfjäderstjärt (Rhipidura dedemi) är en fågel i familjen solfjäderstjärtar inom ordningen tättingar.

## Utbredning och systematik
Fågeln förekommer enbart på ön Seram i södra Moluckerna. Den behandlas som monotypisk, det vill säga att den inte delas in i några underarter.

## Status
IUCN kategoriserar arten som livskraftig.